# Лонфат, Йохан
Йохан Лонфат (фр. Johann Lonfat, родился 11 сентября 1973 года в Мартиньи — швейцарский футболист, выступавший на позиции центрального и правого полузащитника.

## Игровая карьера
Выступал за швейцарские команды «Лозанна», «Сьон», «Серветт» и французский «Сошо» (сыграл 107 матчей в его составе, в том числе 96 игр в Лиге 1, забил один гол).
За сборную Швейцарии сыграл 24 игры, в матче группы 1 европейского отбора на ЧМ-2002 против Люксембурга от 28 марта 2001 года забил гол (итоговая победа 5:0). Фигурировал в числе кандидатов на поездку на чемпионат Европы 2004 года, однако из-за травмы уступил место Транквилло Барнетта.

## Достижения
- Чемпион Швейцарии: 1996/1997 (Сьон), 1998/1999 (Серветт)[1]
- Обладатель Кубка Швейцарии: 1994/1995, 1995/1996, 1996/1997 (Сьон), 2000/2001 (Серветт)[1]
- Обладатель Кубка французской лиги: 2003/2004[англ.] (Сошо)[2]